# Zbigniew Lepczyk
Zbigniew Lepczyk (ur. 1948 w Łodzi) – polski trener piłkarski.
W 1978 roku Lepczyk zastąpił Bogumiła Gozdura na stanowisku trenera Korony Kielce. Prowadził drużynę w rundzie jesiennej sezonu 1978/1979, a następnie został zastąpiony przez Mariana Szczechowicza. Później został szkoleniowcem Unii Skierniewice, którą wprowadził do III ligi. W 1991 roku pełnił funkcję trenera GKS-u Bełchatów, który pod jego wodzą rozegrał 32 spotkania i połowę z nich wygrał.
W sezonie 1993/1994 Lepczyk prowadził Włókniarza Pabianice. Zbudował solidny drugoligowy zespół, jednakże problemy finansowe klubu spowodowały, że drużyna spadła do III ligi. Następnie był trenerem Hutnika Warszawa, a później Piotrcovii Piotrków Trybunalski. W kwietniu 1995 objął ŁKS Łódź, który prowadził w 23 meczach I ligi. Po odejściu z łódzkiego klubu pracował jeszcze w Hutniku Warszawa, Świcie Nowy Dwór Mazowiecki, Dolcanie Ząbki oraz Włókniarzu Konstantynów Łódzki.